# FK Armawir
Der FK Armawir, eigentlich Futbolny klub Armawir (russisch Футбольный клуб Армавир) ist ein Fußballverein aus der südrussischen Stadt Armawir.

## Geschichte
Der Verein wurde 1959 in der Sowjetunion als Torpedo Armawir gegründet und nahm ab 1960 an Sowjetmeisterschaften teil. 1969 wurde Torpedo Armawir aufgelöst. Erst im Jahre 1990 wurde der Verein reaktiviert und in die vierthöchste sowjetische Liga aufgenommen.
Nach dem Zerfall der Sowjetunion wurde der Verein im Jahr 1992 in die neugegründete, drittklassige 2. Liga eingeteilt. Dort konnte sich Torpedo aber nicht lange halten und stieg nach zwei Spielzeiten in die 3. Fußball-Liga ab. 1995 wurde die Rückkehr in die Drittklassigkeit geschafft, wo die Mannschaft drei Spielzeiten verbrachte, bevor 1998 der Verein erneut aufgelöst wurde. 2009 wurde Torpedo in der drittklassigen 2. Division, Staffel Süd, neu gegründet.
Am Ende der Saison 2014/15 sicherte sich die Mannschaft den ersten Platz in der Südstaffel der dritten Liga, die nun als Perwenstwo PFL ausgetragen wurde, und stieg somit erstmals in das Perwenstwo FNL, die zweite Liga in Russland, auf. In der Saison 2015/16 stand der Abstieg bereits vier Spieltage vor Ende der Spielzeit fest.
Im Juni 2016 wurde der Club in FK Armawir umbenannt. Seit 2018 spielt der Verein zweitklassig.

## Trainer
- Waleri Karpin (2015–2016)